# Шевчук, Сергей Анатольевич
Серге́й Анато́льевич Шевчу́к (укр. Сергій Анатолійович Шевчук; род. 21 сентября 1990, Теофиполь, Хмельницкая область) — украинский футболист, нападающий. Чемпион Европы до 19 лет (2009).

## Биография

### Ранние годы
Начинал заниматься футболом в Тернополе. В ДЮФЛ выступал за СДЮШОР (Тернополь), «Динамо» и РВУФК (Киев). Всего провёл 74 матча (34 мяча).

### Клубная карьера
Дебютировал в «Динамо-2» 5 апреля 2007 года в матче против «Закарпатья» (0:2).
В феврале 2016 года стал игроком «Витебска».
8 мая 2018 года подписал контракт с ФК «Агробизнес».

### Карьера в сборной
В юношеской сборной Украины (до 16 лет) дебютировал в 2006 году. Всего провёл за юношеские сборные 55 матчей (20 мячей). Чемпион Европы 2009 года среди юношей до 19 лет.

## Достижения
- Чемпион Европы среди юношей до 19 лет: 2009
- Финалист Кубка Литвы: 2013/14
- Серебряный призёр Чемпионата Литвы: 2015
- Обладатель Кубка Латвии: 2017
- Серебряный призёр Чемпионата Латвии: 2017